# Zbójnickie Siodełko
Zbójnickie Siodełko – niewielka przełączka w północno-zachodniej grani Upłaziańskiej Kopy w polskich Tatrach Zachodnich, położona tuż na północno-zachodnim końcu skalnego muru Organów. Nazwa pochodzi od znajdujących się w pobliżu jaskiń Zbójnickie Okna. Około 80 m powyżej Zbójnickiego Siodełka znajdują się Niżnie Zbójnickie Okna. Północno-wschodnie stoki przełączki (Wysranki) opadają do Żlebu pod Wysranki.
Przez Zbójnickie Siodełko prowadzi dość wyraźna ścieżka, używana głównie przez grotołazów penetrujących jaskinie Organów. W pobliżu oprócz Zbójnickich Okien znajduje się jeszcze Jaskinia Zimna i Jaskinia Naciekowa. Ścieżka ta odgałęzia się od czarno znakowanego szlaku turystycznego prowadzącego z dna Doliny Kościeliskiej koło Lodowego Źródła do Jaskini Mroźnej, jest jednak nieznakowana i niedostępna turystycznie.